# マリチ
マリチ（アルバニア語: Maliq，Maliqi）は、アルバニア南東部コルチャ州の基礎自治体の一つ。
7つの行政単位から成り、自治体の役所は中心都市のマリチ市にある。面積は656.89平方メートル、2011年の基礎自治体内人口は41,757人で、マリチ市の人口は4,290人だった。